# Vrtače
Vrtače so naselje v občini Trebnje.
Vrtače so gručasta vas na kraškem vrtačastem svetu. V okolici vasi so njive Ulce, Vodni dol, Repni dol, Zapoln in Pri kotlu, za njimi pa Dobrška hosta in Hrastov boršt. V bližini vasi je staro kužno znamenje.